# الانویل، ایور-ات-لوار
الانویل، ایور-ات-لوار (به فرانسوی: Allainville, Eure-et-Loir) یک کمون در فرانسه است که در Canton of Dreux-Ouest واقع شده‌است.

## خصوصیات
الانویل ۵٫۲۸ کیلومترمربع مساحت و ۱۵۰ نفر جمعیت دارد و ۱۳۶ متر بالاتر از سطح دریا واقع شده‌است.